# Wilhelm Hanstein
Wilhelm Hanstein foi um jogador e escritor sobre xadrez da Alemanha e co-fundador do grupo Plêiades de Berlim. Hanstein era professor e contribuiu também para a fundação da revista Berliner Schachzeitung que depois se tornou a Deutsche Schachzeitung. Em 1842 venceu um match contra Carl Jaenisch (+4 −1 =1) e em 1847 um contra Carl Mayet (+12 −5 =1).